# Richmond (North Yorkshire)
Richmond is een civil parish aan de rivier de Swale in het bestuurlijke gebied Richmondshire, in het Engelse graafschap North Yorkshire. De plaats ligt aan de rand van het Yorkshire Dales National Park en heeft een kasteel, Richmond Castle, en is hierdoor een populaire toeristische bestemming.
De plaatsnaam komt van de Franse plaats Richemont in Normandië. De titel Baron van Richmond (comte de Richemont) was tussen 1136 en 1399 een titel van de Hertog van Brittannië .
In Richmond is een groot aantal televisieprogramma's opgenomen, en een aantal films; onder andere The Fast Show, Harry, Century Falls, All Creatures Great and Small.

## Nabijgelegen plaatsen
- Leyburn
- Reeth
- Brompton on Swale
- Catterick
- Skeeby